# Kaiba Seto
Kaiba Seto (Nhật: 海馬 瀬人 (Hải Mã Lại Nhân)/ かいば せと Hepburn: Kaiba Seto) là một nhân vật hư cấu trong manga Yu-Gi-Oh! của Takahashi Kazuki, người đóng vai trò cổ đông chính kiêm Giám đốc điều hành của công ty game đa quốc gia Kaiba Corporation. Được đánh giá là game thủ hàng đầu Nhật Bản, Kaiba đặt mục tiêu trở thành đấu thủ số một thế giới trong trò chơi bài Duel Monsters (Magic & Wizards trong phiên bản manga tiếng Nhật). Đối thủ hàng đầu của anh là nhân vật chính của bộ truyện, Mutou Yugi. Kaiba là hiện thân thời hiện đại của một trong Sáu Giáo sĩ Tối cao của Pharaoh, "Priest Seto", xuất hiện trong phần cuối cùng của manga. Quái vật đặc trưng của anh là Rồng trắng mắt xanh (Blue-Eyes White Dragon).
Ý tưởng về nhân vật Kaiba được xây dựng dựa trên một người chuyên sưu tầm thẻ bài mà bạn của Takahashi từng chia sẻ với ông. Giống như nhân vật ngoài đời thực, Kaiba bị ám ảnh bởi việc chơi game, nhưng điểm khác biệt nằm ở chỗ anh có thể giữ thái độ bình tĩnh trong mối quan hệ với đối thủ của mình. Kaiba lần đầu tiên được lồng tiếng bởi Hikaru Midorikawa; vai trò này được chuyển qua cho Kenjirō Tsuda trong sequel Duel Monsters. Eric Stuart lồng tiếng cho Kaiba trong tất cả các phiên bản tiếng Anh.

## Quá trình hình thành & phát triển nhân vật

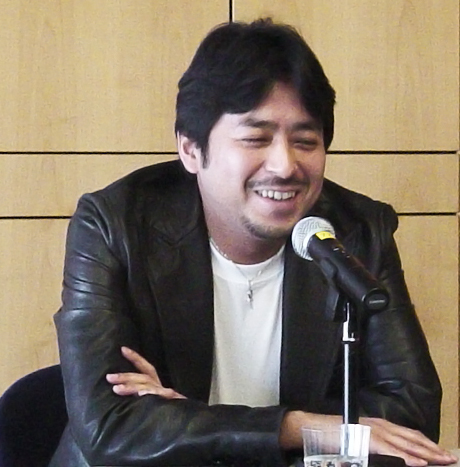
Tác giả Takahashi Kazuki

Kaiba được lấy ý tưởng từ những câu chuyện mà bạn của Takahashi Kazuki từng chia sẻ với ông. Một trong những câu chuyện đó kể về một đấu thủ chơi bài ngạo mạn, không chấp nhận lời thách đấu từ những game thủ bình thường. Takahashi quyết định sử dụng nhân vật này làm nguồn cảm hứng cho nhân vật Kaiba.
Trong quá trình phát triển bộ truyện, Takahashi mong muốn tạo ra một sinh vật hấp dẫn để chiến đấu với Mutou Yugi. Sinh vật này được đặt tên là "Rồng trắng mắt xanh" (Blue-Eyes White Dragon). Ở phần cuối của bộ truyện, Rồng trắng mắt xanh được tiết lộ là hiện thân của Kisara - một nhân vật có mối liên hệ mật thiết với Kaiba từ quá khứ hàng ngàn năm trước. Tình cảm của "Priest Seto" (神官セト, Thần Quan Seto) dành cho Kisara là lý do chính dẫn tới nỗi ám ảnh của Kaiba đối với Rồng Trắng Mắt Xanh ở thời hiện đại.
Kaiba là đối thủ không đội trời chung của Yugi. Theo Takahashi, chính vì điều này mà Yugi trở thành một nhân vật vô cùng quan trọng - nếu không có cậu, Kaiba sẽ không còn lý do để tồn tại.
Trong truyện, mối quan hệ đối đầu giữa Kaiba và Yugi đã trải qua một bước ngoặt lớn ngay trước trận đấu giữa Yugi với Marik - khi Kaiba đưa cho Yugi lá bài "Fiend's Sanctuary". Takahashi cho biết, đây là một trong những phân cảnh khó viết nhất với ông.
Trong series anime thứ hai chuyển thể từ loạt phim Yu-Gi-Oh, Kaiba được lồng tiếng bởi Kenjiro Tsuda. Tsuda cho biết anh không thích nhân vật mình đóng; mặc dù vậy, anh cũng đồng thời nhận định Kaiba là một con người "mạnh mẽ" và "độc nhất vô nhị".
Diễn viên lồng tiếng Eric Stuart cảm thấy bản thân có sự đồng cảm nhất định với Kaiba. Ông lưu ý rằng, hầu hết người hâm mộ đều có xu hướng coi Kaiba như một nhân vật phản diện, nhưng theo ông, Kaiba nên được xem như một đối thủ - xuất hiện với vai trò thử thách các kỹ năng của Yugi. Trong bộ phim Dark Side of Dimensions, Kaiba đã thay đổi đáng kể do nỗi ám ảnh về sức mạnh. Dù vậy, Stuart đánh giá tính cách của Kaiba vẫn luôn có sự nhất quán.

## Xuất hiện

### MangaYu-Gi-Oh!
Ở lần xuất hiện đầu tiên, Kaiba phát hiện ra rằng ông nội của bạn cùng lớp Yugi Mutou đang sở hữu lá bài Rồng trắng mắt xanh quý hiếm - và đã quyết định đoạt lấy nó. Dark Yugi xuất hiện và thách đấu Kaiba tham gia một Trò chơi Bóng tối. Kaiba sau đó bị đánh bại và phải chịu Trò chơi trừng phạt của Dark Yugi mang tên Trải nghiệm cái chết (死の体感 Shi no Taikan).
Sau lần đó, Kaiba âm mưu trả thù Yugi. Để phục vụ mục đích này, anh lên kế hoạch chiếm đoạt ba lá Rồng Trắng Mắt Xanh khác, đồng thời cho xây dựng công viên giải trí "Death T" - gồm các trò chơi chết người được thiết kế để làm hại Yugi và các bạn. Sau khi đánh bại ông nội Sugoroku của Yugi trong một trận quyết đấu, Kaiba xé nát lá bài Rồng trắng mắt xanh của ông và bắt ông phải chịu một Trò chơi trừng phạt nhân tạo - điều này buộc Yugi phải tham gia Death-T để cứu ông của mình. Yugi một lần nữa đánh bại Kaiba và sử dụng sức mạnh của bảo vật Trò chơi ngàn năm (Millennium Puzzle) để trừng phạt Kaiba, khiến anh rơi vào tình trạng hôn mê sâu.
Ngay sau đó, Maximillion Pegasus - người sáng tạo trò chơi Duel Monsters, đồng thời là chủ nhân bảo vật Con mắt ngàn năm (Millennium Eye) - lên kế hoạch giành quyền kiểm soát Tập đoàn Kaiba Corporation (海馬コーポレイション Kaiba Kōporeishon) từ Seto, bằng cách âm mưu với ban giám đốc Big Five, và bắt cóc Mokuba, em trai của Kaiba.
Sau khi tỉnh dậy từ cơn hôn mê, Kaiba biết được kế hoạch của Pegasus và việc Mokuba bị bắt cóc; anh quyết định đi ngay đến Duelist Kingdom để đấu tay đôi với Pegasus, nhưng cuối cùng bị đánh bại bởi sức mạnh của Millennium Eye. Pegasus phong ấn linh hồn của Kaiba vào trong một lá bài; chỉ tới khi Dark Yugi đánh bại Pegasus trong Trò chơi bóng tối cuối cùng của giải đấu, Kaiba và em trai mới được giải thoát khỏi Trò chơi trừng phạt.
Trong phần Battle City, Kaiba được nhà Ai Cập học Ishizu Ishtar - người đồng thời là chị gái của Marik Ishtar - triệu tập đến bảo tàng Thành phố Domino. Tại đây, anh được cho xem một tấm bia đá cổ mô tả trận chiến giữa hiện thân quá khứ của anh với Pharaoh. Ishizu trao cho Kaiba lá bài Thần Obelisk và khuyến khích anh tổ chức một giải đấu để thu hút băng nhóm Ghoul của Marik. Kaiba đồng ý và cho tổ chức giải đấu "Battle City".
Trong giải đấu, Kaiba hợp tác với Dark Yugi để giải cứu Mokuba và bạn bè của Yugi khỏi nanh vuốt của Marik. Sau đó, Yugi, Kaiba và Jonouchi bước vào vòng chung kết - cùng với Marik, Dark Bakura, Rishid (anh kết nghĩa của Marik) và Ishizu. Kaiba đối mặt với Yugi trong trận bán kết và bị đối thủ của mình đánh bại. Trước khi trận chung kết giữa Yugi và Dark Marik bắt đầu, Kaiba đưa cho Yugi lá bài Fiend Sanctuary - lá bài này sau đó đã đóng vai trò quan trọng trong việc giúp Yugi giành phần thắng trước Marik.

### Anime
Ngay sau khi trở về từ Duelist Kingdom, nhóm Big Five cố gắng xoa dịu cơn tức giận của Kaiba bằng cách tiết lộ rằng họ đã hoàn thiện phần mềm trò chơi thực tế ảo và mời anh thử nghiệm. Tuy nhiên, đây thực chất là một nỗ lực nhằm trừ khử Kaiba; may mắn là Yugi và các bạn đã xuất hiện để giải cứu anh. Big Five bị đánh bại trong một cuộc đấu tay đôi và bị kẹt lại trong chương trình thực tế ảo do chính họ tạo ra.
Một thời gian sau, Noah Kaiba - con ruột của Gozaburo Kaiba - chiêu mộ Big Five cho chiến dịch trả thù Seto. Sau khi Noah bị đánh bại, Gozaburo được phát hiện vẫn còn sống bên trong Thế giới ảo; ông ta đã cho sắp đạt một hệ thống tên lửa đạn đạo để hủy diệt thế giới. Trong khi Kaiba quyết đấu với Gozaburo, Noah cho lập trình lại một trong các vệ tinh tấn công cơ sở dữ liệu máy tính chính, nhờ đó giúp Yugi cùng bạn bè trốn thoát.
Trong mùa thứ 4, Kaiba cùng với Jonouchi và Yugi là một trong ba đấu sĩ được lựa chọn để chiến đấu chống lại Vua Dartz xứ Atlantis.
Nửa đầu mùa thứ 5 xoay quanh việc Kaiba cho tổ chức một giải đấu để khôi phục danh tiếng công ty, cũng như cuộc đối đầu giữa anh và đối thủ cũ - Zigfried von Schroeder.
Nửa sau mùa thứ 5 được xây dựng dựa trên chương Millennium World. Tuy không xuất hiện trong manga gốc, với phiên bản anime, Kaiba được Dark Bakura trao cho bảo vật Con mắt ngàn năm - thứ sau đó đã khiến anh liên tục nhìn thấy những thị kiến và quyết định bay đến Ai Cập để kiểm chứng.

### Yu-Gi-Oh!(1999)
Kaiba là nhân vật phản diện chính trong bộ phim do Toei Animation sản xuất năm 1999. Trong phim, anh biết được việc Shougo Aoyama đang sở hữu lá bài Rồng đen mắt đỏ (Red-Eyes Black Dragon) và đã cho tổ chức một giải đấu để thu hút những đấu thủ mạnh nhất đến. Shougo và Yugi sau đó bị truy đuổi bởi tay sai của Kaiba, những kẻ này sau đó đã đánh cắp bảo vật Trò chơi ngàn năm của Yugi. Yugi quyết định tham gia giải đấu của Kaiba để cho Shougo thấy rằng bất kỳ ai cũng đều có tiềm năng và sức mạnh để trở thành một Duelist thực thụ. Kết thúc trận đấu, Kaiba nói với Yugi rằng trận chiến của họ vẫn chưa tới hồi kết thúc.

### Yu-Gi-Oh! The Movie: The Pyramid of Light
Sau thất bại tại giải đấu Battle City, Kaiba bắt đầu lên kế hoạch đánh bại ba lá bài Thần Ai Cập của Yugi và giành lại danh hiệu nhà vô địch thế giới. Kế hoạch này thu hút sự chú ý của phù thủy Ai Cập cổ đại Anubis, người sau đó quyết định biến Kaiba trở thành con rối để đạt được mục tiêu của mình.

### Yu-Gi-Oh! The Dark Side of Dimensions
Phim lấy bối cảnh sau trận quyết đấu giữa Yugi và Atem ở mùa thứ 5. Trong phim, Kaiba cho tiến hành một cuộc khai quật để thu hồi lại bảo vật Trò chơi ngàn năm - nhằm mục đích hồi sinh và tái quyết đấu với Pharaoh Atem.

### Các phương tiện truyền thông khác
Tuy không xuất hiện nhiều trong series Yu-Gi-Oh! GX, Kaiba được đề cập đến với vai trò là chủ sở hữu và người sáng lập Học viện Duel Academy.
Kaiba cũng xuất hiện trong một số game mô phỏng theo Yugi-Oh!, và trò chơi Jump Force.

## Đánh giá
Giới phê bình đã có nhiều ý kiến trái chiều về Kaiba. DVD Talk mô tả Kaiba như một đồng minh bất đắc dĩ của Yugi, và thất bại của anh ta trong phần thứ ba là điều có thể đoán trước được. Với phiên bản tiếng Anh - tuy nhận được sự khen ngợi, phần thể hiện của hai diễn viên lồng tiếng Dan Green (vai Yugi) và Eric Stuart (vai Kaiba) cũng gặp phải không ít phản ứng tiêu cực.
THEM Anime Reviews chỉ trích Kaiba khi so sánh anh với Vegeta - rằng cả hai đều là những nhân vật có tính cách giản đơn, đặc trưng ở việc bị ám ảnh quá mức với việc đánh bại nhân vật chính.
Anime News Network đã mô tả Kaiba như một đối thủ manga khuôn mẫu - một điển hình của các đấu thủ trong trò chơi Duel Monster.
Manga News mô tả Kaiba là một nhân vật vô cùng lạnh lùng trong chương đầu tiên của manga - tuy cũng lưu ý rằng nhân vật này đã thay đổi đáng kể sau khi bị Yugi đánh bại và hôn mê trong một thời gian ngắn.
Trên The Fandom Post, Chris Homer ca ngợi hành động của Kaiba trong phần cuối khi tham gia cùng Dark Yugi trong cuộc chiến chống lại Bakura và Zorc ở Ai Cập cổ đại.